# Santa Monica Mountains
Le Santa Monica Mountains sono una catena montuosa nella California del sud. Si trovano lungo la costa dell'oceano Pacifico negli Stati Uniti.
La catena montuosa si estende per circa 64 chilometri in direzione est-ovest da Hollywood Hills a Los Angeles fino a Point Mugu nella Contea di Ventura.
Le montagne della catena più ad est formano una barriera tra la valle di San Fernando ed il Bacino di Los Angeles separando la prima, a nord, dalla parte centro-occidentale di Los Angeles. 
Le montagne più ad ovest separano la regione di Conejo Valley dalla città di Malibù.
Le Santa Monica Mountains scorrono parallele alle Santa Susana Mountains.

## Picchi delle Santa Monica Mountains

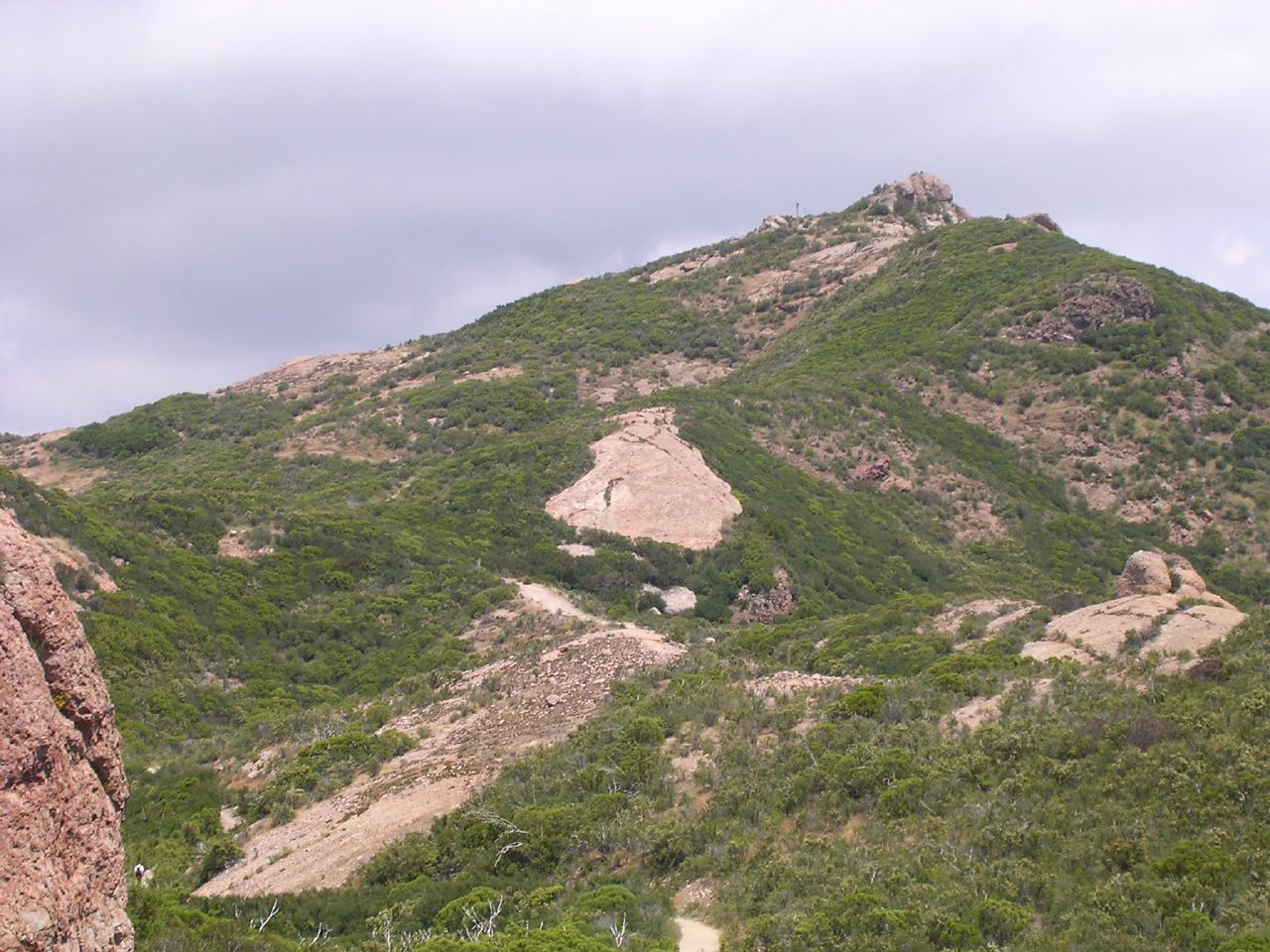
Il Picco Sandstone

| Nome                 | Altezza | Altezza | Note                                    |
|                      | US      | SI      |                                         |
| -------------------- | ------- | ------- | --------------------------------------- |
| Picco Sandstone      | 3111 ft | 948 m   | detto anche Mount Allen                 |
| Tri-Peaks            | 3010 ft | 917 m   |                                         |
| Picco Exchange       | 2950 ft | 899 m   |                                         |
| Picco Conejo         | 2854 ft | 870 m   |                                         |
| Picco Boney          | 2825 ft | 861 m   |                                         |
| Picco Castro         | 2824 ft | 861 m   |                                         |
| Picco Saddle         | 2805 ft | 855 m   |                                         |
| Picco Calabasas      | 2165 ft | 660 m   |                                         |
| Picco Temescal       | 2126 ft | 648 m   |                                         |
| Montagna San Vicente | 1965 ft | 599 m   |                                         |
| Picco Clarks         | 1965 ft | 599 m   |                                         |
| Picco Mesa           | 1844 ft | 562 m   |                                         |
| Picco Cahuenga       | 1820 ft | 555 m   |                                         |
| Montagna Brents      | 1713 ft | 522 m   |                                         |
| Monte Lee            | 1640 ft | 500 m   | La Scritta Hollywood è sul pendio a sud |
| Monte Hollywood      | 1625 ft | 495 m   |                                         |
| Monte Chapel         | 1622 ft | 494 m   |                                         |
| Monte Bell           | 1587 ft | 484 m   |                                         |
| Picco La Jolla       | 1567 ft | 478 m   |                                         |
| Picco Laguna         | 1457 ft | 444 m   |                                         |
| Picco Mugu           | 1266 ft | 386 m   |                                         |